# بازداری و توازن

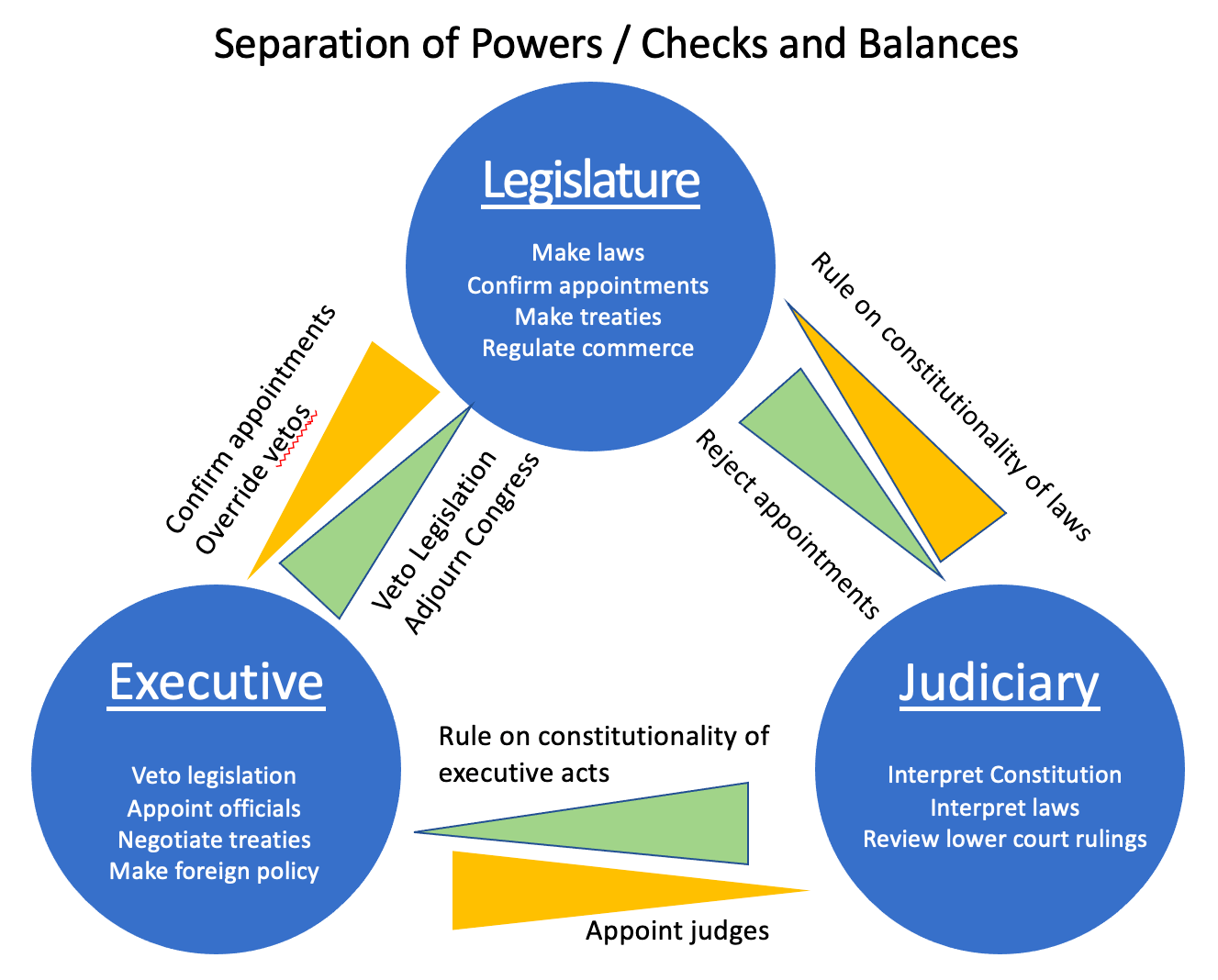
نحوه عملکرد

بازداری و توازن سیستم کنترل و توازن در دولت برای اطمینان از اینکه هیچ یک از شاخه های دولت بیش از حد قدرتمند نخواهد شد ایجاد شد. تدوین کنندگان قانون اساسی ایالات متحده سیستمی را ایجاد کردند که قدرت را بین سه قوه دولت ایالات متحده - مقننه، مجریه و قضایی - تقسیم می کند و شامل محدودیت ها و کنترل های مختلفی بر اختیارات هر قوه می شود.

## تعاریف
هر یک از شاخه‌های دولت باید قدرت محدود کردن یا کنترل دو دیگر را داشته باشد و بین سه قوه مجزای دولت تعادل ایجاد کند. تلاش هر شاخه برای جلوگیری از برتری هر یک از شاخه‌های دیگر، بخشی از یک درگیری ابدی است که مردم را از سوء استفاده‌های دولتی رها می‌کند. امانوئل کانت از طرفداران این امر بود و خاطرنشان کرد که «با این اصل می‌توان یک دولت را می‌توان حتی توسط شیاطین تأسیس کرد» تا زمانی که آنها قانون اساسی مناسبی برای قرار دادن جناح‌های مخالف در برابر یکدیگر داشته باشند برای داشتن یک دولت سالم تنها تفکیک قوا و تضمین استقلال آنها کافی نیست، بلکه قوا باید ابزار قانون اساسی برای دفاع از اختیارات مشروع خود در برابر تجاوزات سایر قوا را داشته باشند. این اصل در سال ۱۷۸۷ در قانون اساسی ایالات متحده لحاظ شد. الکساندر همیلتون، در مقاله فدرالیست شماره ۷۸، با استناد به مونتسکیو، قوه قضائیه را به عنوان شاخه ای جداگانه از قوه مقننه و مجریه بازتعریف کرد قبل از همیلتون، بسیاری از مستعمره‌نشینان آمریکا به ایده‌های سیاسی بریتانیا پایبند بودند و دولت را به دو شاخه مجریه و مقننه تقسیم می‌کردند (یا قضاتی که به عنوان ضمیمه‌های قوه مجریه عمل می‌کردند).
جیمز مدیسون در این مورد نوشت:
اما بزرگ‌ترین محافظت در برابر تمرکز تدریجی چندین قدرت در یک نقطه و در هم روی أنها این است که به کسانی که هر بخش را اداره می‌کنند ابزارهای قانونی لازم و انگیزه‌های شخصی برای مقاومت در برابر تجاوزات بخشهای دیگر دا ده شود. تدارک دفاع باید متناسب با میزان خطر حمله باشد. این ممکن است این از طبیعت انسان نشات می‌گیرد که چنین وسایلی برای کنترل سوء استفاده‌های او ضروری است. مگر خود حکومت چیست، بجز کنترل خوی انسان؟ اگر مردم فرشته بودند، حکومتی لازم نبود. اگر قرار بود فرشتگان بر انسان‌ها حکومت کنند، کنترل‌های بیرونی و درونی بر دولت ضروری نبودند. در شکل‌دادن به حکومتی که قرار است توسط مردان بر مردان اداره شود، مشکل بزرگ در این است: ابتدا باید دولت را قادر به کنترل حکومت شوندگان کنید. و در مرحله بعد آن را ملزم به کنترل خود کند.
بدون شک وابستگی به کنترل توسط مردم شرط اولیه است. اما تجربه ضرورت احتیاطات کمکی را به بشر آموخته است. این سیاست کنترل بهتر توسط منافع متضاد رقبا را می‌توان در کل نظام امور انسانی اعم از خصوصی و عمومی دید. آن را در تمام توزیع‌های تابع قدرت می‌شود دید، جایی که چیدمان ادارات به گونه‌ای است که هر یک کنترل دیگری است و منافع خصوصی ممکن است نگهبان حقوق عمومی شود. این ابداعات احتیاطی می‌توانند در سطوح عالی قدرت نیز مفید باشند.

## نمونه ها
- رئیس جمهور (رئیس قوه مجریه)  فرمانده کل قواست، اما کنگره (شاخه مقننه) بودجه را برای ارتش اختصاص می دهد و به اعلام جنگ رأی می دهد. علاوه بر این، سنا باید هرگونه معاهدات صلح را تصویب کند.

- کنگره پول را در دست دارد و تأمین مالی هر اقدام اجرایی را کنترل می کند.

- رئیس جمهور مقامات فدرال را نامزد می کند، اما سنا این نامزدها را تایید می کند.

- در قوه مقننه، هر فراکسیون کنگره به عنوان اهرم کنترل برای سوء استفاده های احتمالی از قدرت توسط فراکسیون دیگر عمل می کند.
- هر دو مجلس نمایندگان و سنا باید لایحه ای را به همان شکل تصویب کنند تا به قانون تبدیل شود.
- هنگامی که کنگره یک لایحه را تصویب کرد، رئیس جمهور این اختیار را دارد که آن لایحه را وتو کند. به نوبه خود، کنگره می تواند با رای دو سوم وتوی ریاست جمهوری را لغو کند.
- دادگاه عالی و سایر دادگاه های فدرال (شاخه قضایی) می توانند قوانین یا اقدامات ریاست جمهوری را در فرآیندی که به عنوان بررسی قضایی شناخته می شود، خلاف قانون اساسی اعلام کنند و از اعمال آنها جلوگیری کنند.
- رئیس جمهور قضات را از طریق قدرت انتصاب کنترل می کند.
- با تصویب اصلاحات قانون اساسی، کنگره می تواند به طور موثر تصمیمات دیوان عالی را چک کند. اما یک اصلاحیه یا باید توسط کنگره با اکثریت دوسوم آرا در مجلس نمایندگان و سنا پیشنهاد شود، یا توسط یک کنوانسیون قانون اساسی که توسط دو سوم مجالس ایالتی درخواست شده است. در هر صورت، یک اصلاحیه پیشنهادی تنها زمانی بخشی از قانون اساسی می شود که توسط مجالس قانونگذاری یا کنوانسیون در سه چهارم ایالت ها (38 ایالت از 50 ایالت) تصویب شود.
- کنگره (که نزدیک‌ترین قوه به مردم در نظر گرفته می‌شود) می‌تواند اعضای قوه مجریه و قضاییه را استیضاح کند.[۷]